# 香港競賽馬瘦肉精事件

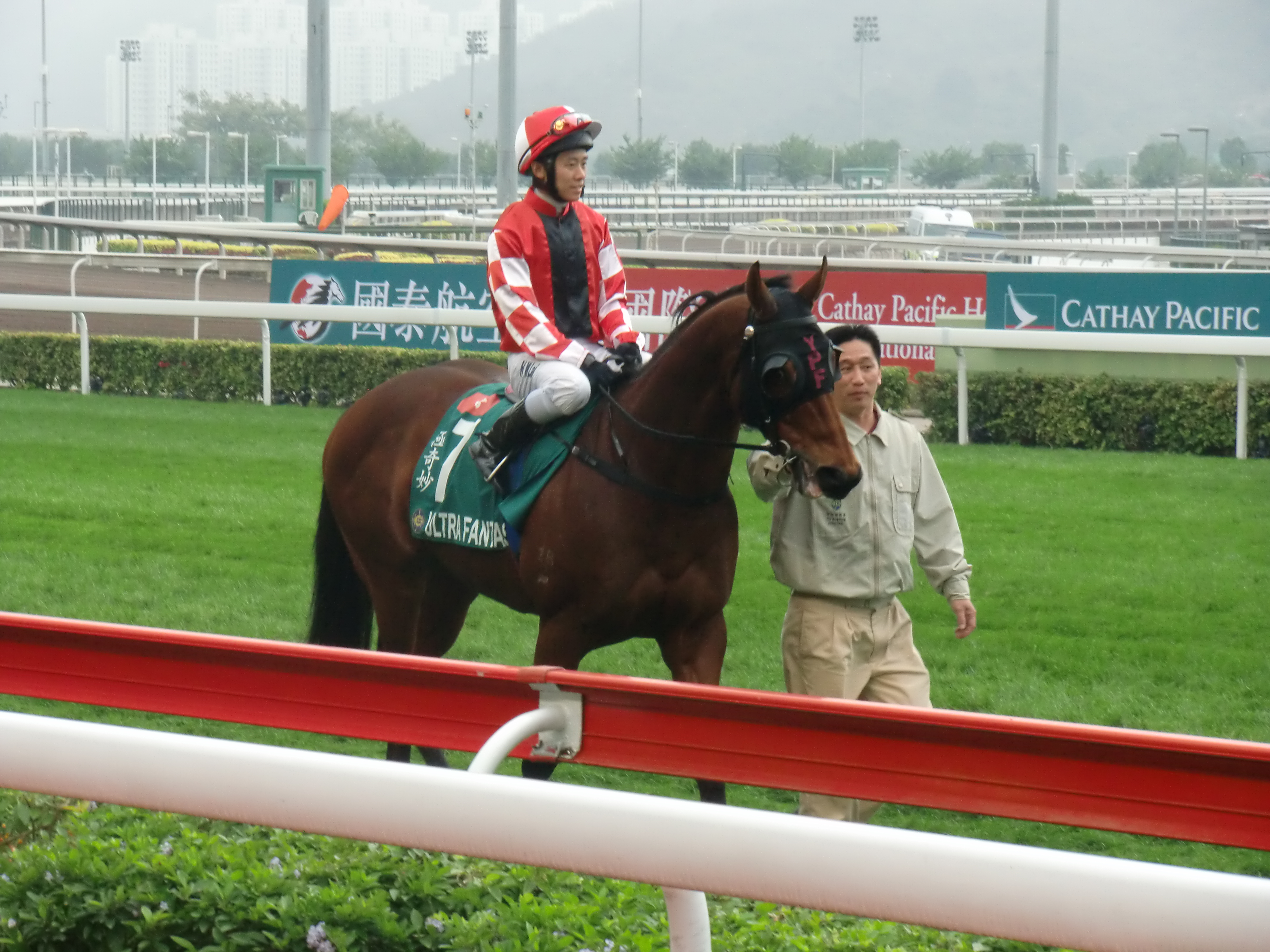
姚本輝（牽馬者）率先被揭發馬匹誤服瘦肉精的練馬師

瘦肉精事件發生於2013年6月，多匹香港賽馬會轄下純種馬均驗出含有禁藥瘦肉精而發生。牽涉三個馬房的馬匹，包括姚本輝、蘇保羅以及徐雨石三個馬房。

## 事因
香港賽馬會在6月10日公佈了四匹姚本輝於6月2日及5日需要抽樣的賽駒，全部馬匹發現同樣的禁藥。包括了已勝出賽事的傳奇快車及一定贏。另外6月2日出賽大熱門信是有緣以及6月5日樂有贏，在藥檢後均驗出禁藥，在當時沒公佈禁藥的名稱。6月10日發表後，香港賽馬會搜查姚本輝馬房，6月11日公佈6月12日原定出賽的八匹馬全部退出賽事。在6月12日賽事當日，蘇保羅三匹馬中華智者、有綵及紅衣神仙同告賽出。雖然徐雨石馬房使用是另一批飼料，主動要求退出，退出馬匹包括大埔福星、再創新高及豪氣初華。當中豪氣初華雖未能及時作出化驗，但徐雨石主動向賽會要求退出。
有問題的飼料是來自美國加利福尼亞州生產，蘇保羅及姚本輝使用同一批貨次。至於徐雨石則使用另一批飼料。
在其他馬房被揭發前，以為只是發生在姚本輝一人身上，因此當時認為姚本輝很有機會被吊銷牌照。
6月16日沙田賽事照常於13日排位，包括三個有問題馬房。香港賽馬會已下令更換飼料，杜絕問題根源。香港賽馬會星期五檢驗80匹參戰馬，最後全部呈陰性反應，香港賽馬會宣佈星期日賽事如常舉行，但馬匹如果於星期六檢驗時有異常，會命令有關馬匹退出賽事，賽日並無因瘦肉精影響馬匹而退出賽事。
傳奇快車及一定贏頭馬資格在馬季結束後遭到取消，兩馬馬主分別香港賽馬會提出上訴，不過由於飼料供應商向馬主賠償相等於勝出第四班賽事的獎金，馬主取消上訴，事件亦告一段落。並於季尾評分將兩駒的評分調回贏馬前的水平，傳奇快車為57分、一定贏為52分，其中後方評分減幅較高。

## 影響
騎師蘇狄雄在6月2日策騎火紅人跑第二後因一定贏頭馬資格被取消，從而勝出賽事，恰巧地蘇狄雄合共在香港贏出95場比賽，因此他的讓磅由3磅減至2磅。
2013年12月28日，事隔半年，《蘋果日報》揭發有馬會前線職員，未經相關部門批准，私下分批免費將約2,000包含有瘦肉精的馬匹飼料，贈予魚類飼料批發商如興行，如興行卻將飼料運往元朗米埔大生圍賣給其中九個相熟漁戶，瘦肉精便輾轉流入不知情的新界九大漁戶手中餵魚個半月，數百萬條魚苗已被污染要銷毀，而魚塘就算注新水亦不能即用，漁戶集體向馬會索償近1,000萬港元。